# Kozloviči
Kozloviči este o localitate din comuna Koper, Slovenia, cu o populație de 42 de locuitori.